# 張維賢 (明朝)
張維賢（生卒年不详），號建石，北直隶顺天府大兴县人，明朝世袭英国公，英国公张元德之子。张维贤于万历二十六年（1598年）袭爵英国公，万历三十七年（1609年）领后府，累加少傅兼太子太保。并于天启三年（1623年）加太保，崇祯三年（1630年）加太师。